# Boulevard de Montmorency
Pour les articles homonymes, voir Montmorency.
Ne doit pas être confondu avec Villa Montmorency, Avenue de Montmorency ou Rue de Montmorency.
Le boulevard de Montmorency est une voie publique du 16e arrondissement de Paris, en France.

## Situation et accès
Prolongeant le boulevard de Beauséjour, le boulevard de Montmorency, large de 10,5 mètres et long de 960, donne sur quatre autres voies :
- la rue de l'Assomption (au no 93) à son début ;
- la rue Raffet ;
- la rue Poussin ;
- la rue d'Auteuil (au no 76) à sa fin.

Il est en sens unique de son début à sa fin. La voie est principalement résidentielle et comporte quelques commerces vers la fin, uniquement du côté impair. Elle longe les anciennes voies de la ligne d'Auteuil, devenue, le long de ce boulevard, un sentier nature.
Le boulevard est principalement desservi par la ligne 10 du métro à la station Porte d'Auteuil.

## Origine du nom
À l'instar de la villa Montmorency voisine, le boulevard est créé sur un terrain, le château de Boufflers, vendu par la famille de Montmorency à la Compagnie du chemin de fer de Paris à Saint-Germain,.

## Historique

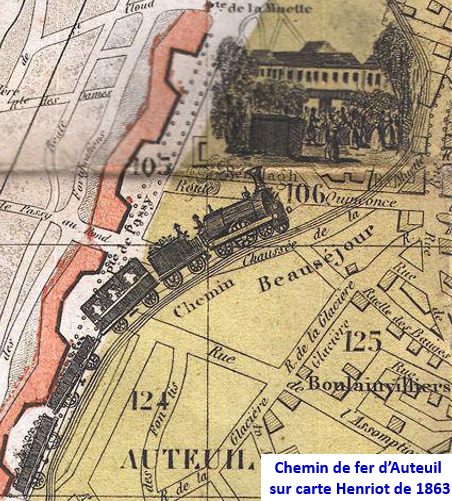
Le chemin de fer sur un plan de 1863.

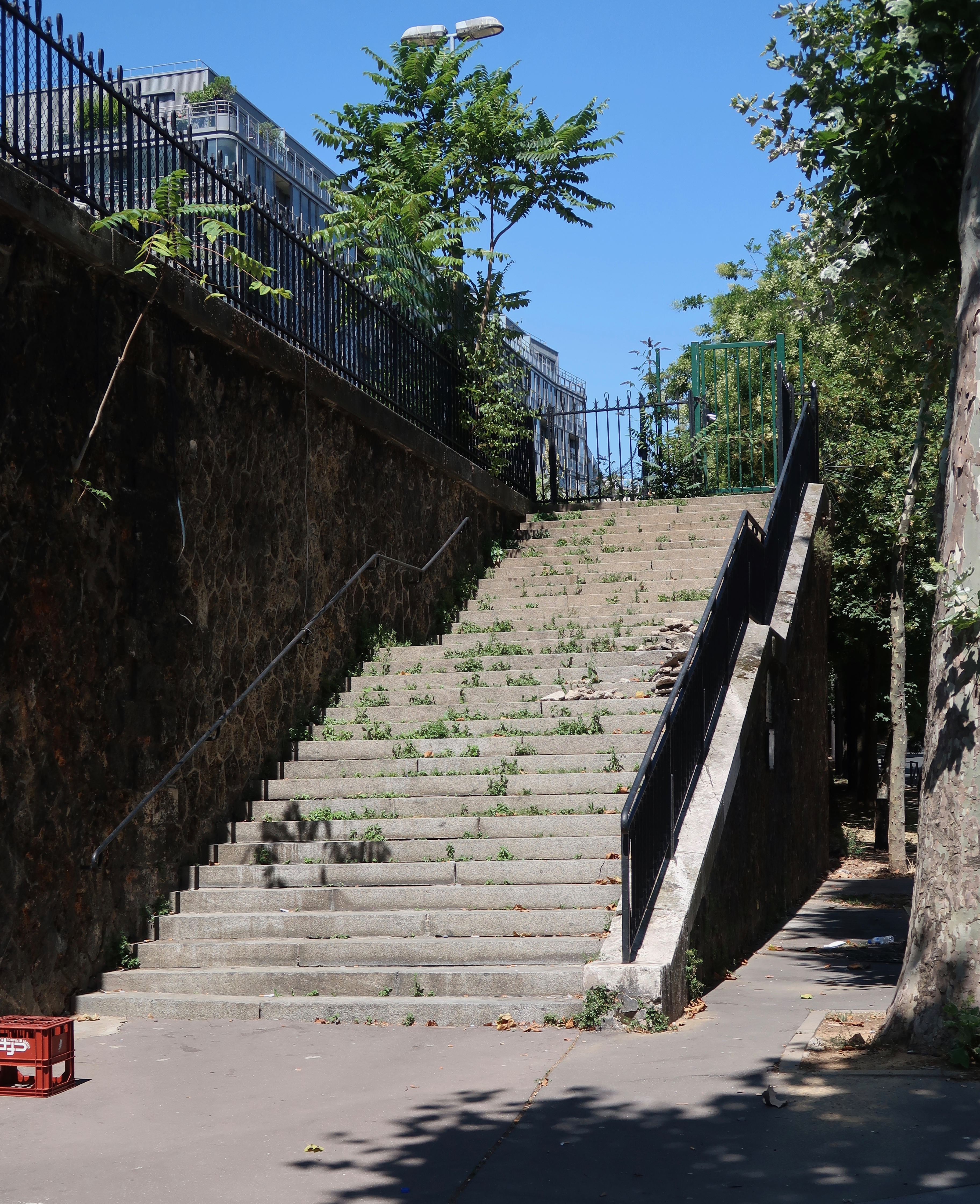
Escalier désaffecté qui permettait d'accéder aux quais de la gare.

À l'origine, le bois de Boulogne allait jusqu'au niveau de l'actuel boulevard.
Cette voie, de l'ancienne commune d'Auteuil, est créée sous sa dénomination actuelle par un décret ministériel du 18 mars 1853 approuvant l'établissement du chemin de fer d'Auteuil et des voies latérales.
Elle est classée dans la voirie parisienne en vertu d'un décret du 23 mai 1863.
La compagnie des frères Pereire avait racheté la domaine de Montmorency-Boufflers, dont le château se trouvait sur la partie occidentale de la rue d'Auteuil et le parc se déployait vers le nord. À l'extrémité sud de l'actuel boulevard, qui est tracé le long des voies ferroviaires, est édifiée la gare d'Auteuil-Boulogne,. Désaffectées en 1985, elles accueillent depuis 2007 la Petite Ceinture du 16e, une promenade arborée. Un escalier qui permettait d'accéder aux quais de la gare subsiste mais son issue est fermée et ne permet pas d'accéder à la promenade. C'est en face du no 75 que se trouve une porte permettant de la rejoindre.
Le 15 septembre 1918, durant la Première Guerre mondiale, une bombe explose sur le no 51 boulevard de Montmorency  lors d'un raid effectué par des avions allemands.

## Bâtiments remarquables, et lieux de mémoire

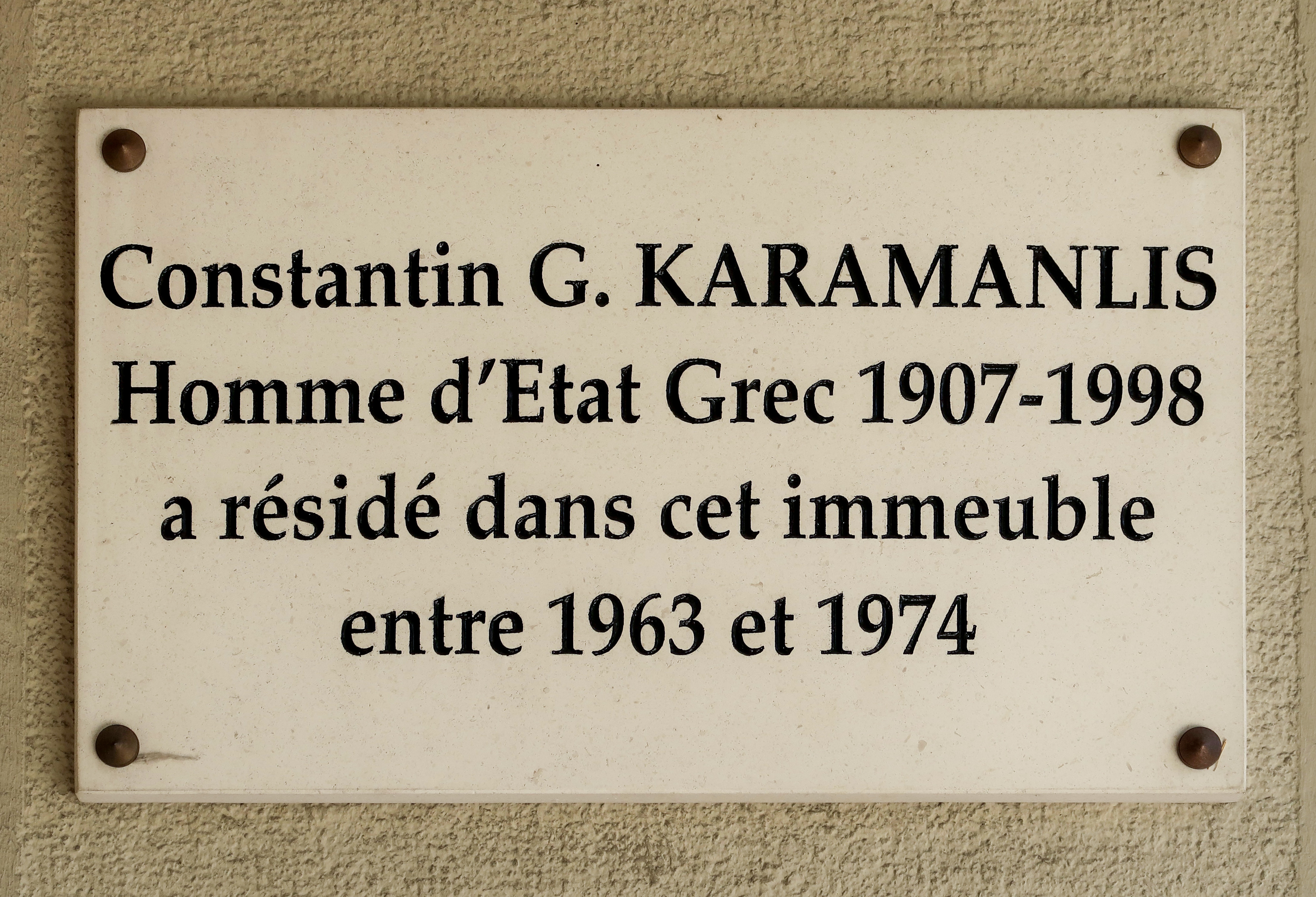
Plaque au no 21.

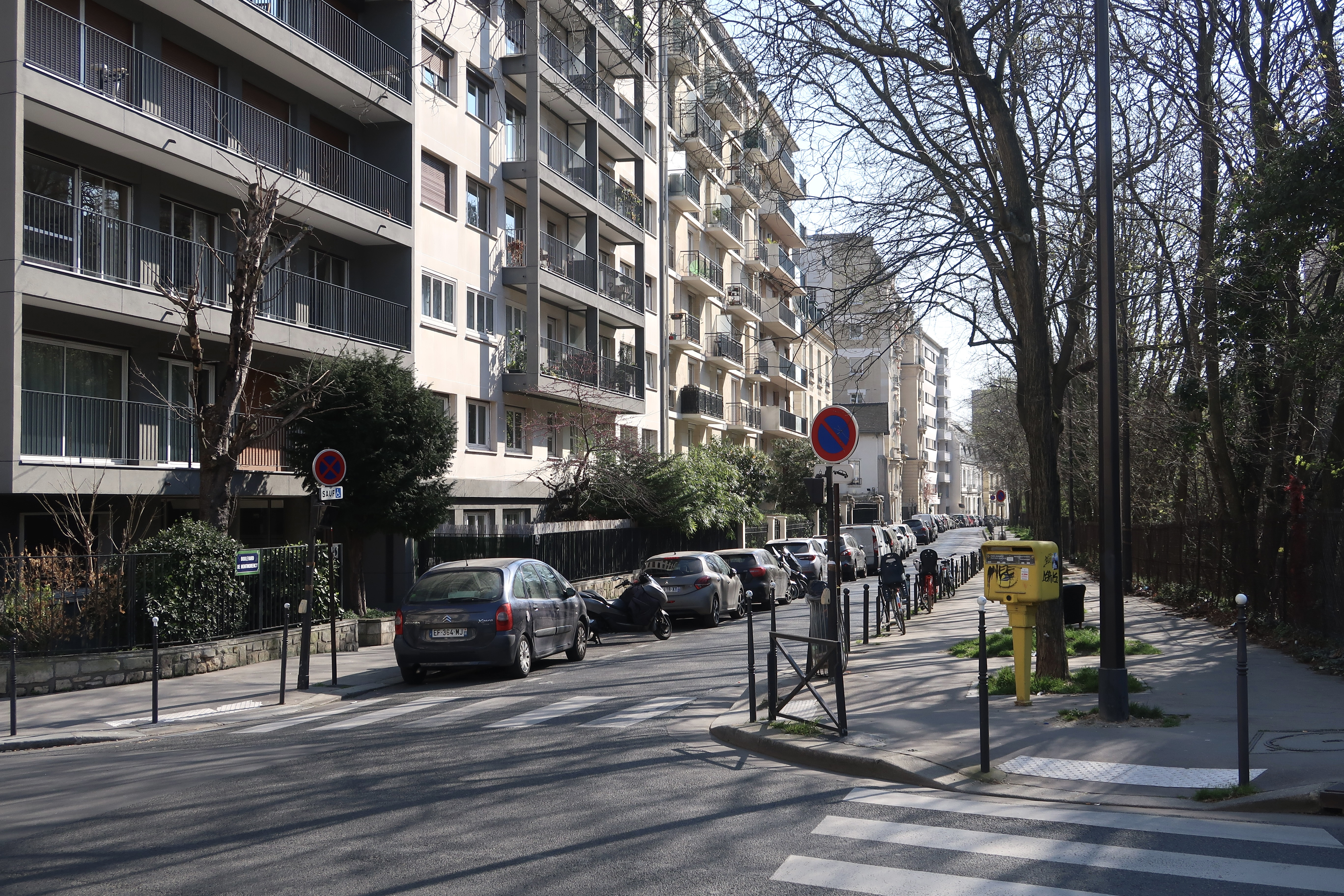
Le boulevard au niveau du croisement avec la rue Raffet.

- No 7 : façade arrière du lycée d'État Jean-Zay, l'entrée principale étant 10 rue du Docteur-Blanche.
- No 21 : l'homme politique grec Konstantínos Karamanlís y vit entre 1963 et 1974. Une plaque commémorative lui rend hommage.
- No 37 : siège d'EADS France SAS, filiale du groupe European Aeronautic Defence and Space Company[4].
- No 41 : en 1937 se trouvait à cette adresse une villa, louée par l'ambassade soviétique, où était installée une école destinée aux enfants des membres de la représentation diplomatique. Le 22 septembre, le général russe blanc et opposant en exil Ievgueni Miller y est attiré par l'agent double Nikolaï Skobline. Il y est séquestré, placé dans une caisse envoyée au Havre, laquelle est ensuite convoyée par bateau jusqu'en URSS[5].
- No 51 : hôtel de Noailles[1]. Il accueille La Compagnie de l'Odet, holding de la famille Bolloré[6].
- No 57 : à ce niveau se trouvait la villa Molière, une clinique où le poète Guillaume Apollinaire est trépané en 1916. Il revient en 1918, en raison d'une congestion pulmonaire[5].
- No 61 : en 1910, il s'y trouvait une maison de santé[1].
- No 63 : le peintre, architecte, dessinateur, graphiste et illustrateur Theodor Josef Hubert Hoffbauer (1839-1922) y meurt[7].
- No 67 : c'est ici, à l'ancien no 53, qu'était installé au deuxième étage le « Grenier » d'Edmond et Jules de Goncourt, que fréquentèrent un grand nombre d'écrivains et artistes (Émile Zola, Alphonse Daudet, Guy de Maupassant, Joris-Karl Huysmans, Jules Janin, Henry Murger, Roger de Beauvoir ou encore Théophile Gautier). Les frères déménagent ici en 1868, arrivant du 43, rue Saint-Georges. Jules y meurt en 1870. En 1932, la ville de Paris devient propriétaire de la maison puis la rétrocède en 1938 à l'académie Goncourt[1]. Un panneau Histoire de Paris leur rend hommage. Un visage en relief orne un balcon du premier étage.
- No 73 : cette maison avec ses deux belles statues à l'entrée fut élevée pour René Quilivic en 1925. C'est ensuite l'atelier de son fils, le graveur René Quillivic, de son fils Armel Quillivic et de son épouse, l'artiste peintre japonaise Kiyoko. Cette construction en béton armé a été réalisée par l'architecte Pierre Patout en 1925. L'entrée est cantonnée par deux statues : Femme de Ploaré et Femme d'Audierne. Les poignées de portes sont des têtes de femme[8],[9].
- Face au no 75 : entrée sud de la Petite Ceinture du 16e, qui longe la totalité du boulevard sur le côté impair.
- À son pourtour sud, le côté impair du boulevard de Montmorency marque la limite de la villa Montmorency. Il existe deux accès secondaires donnant sur cette résidence fermée, aux nos 53 (avenue des Tilleuls) et 93 (avenue des Sycomores et avenue des Peupliers)[10],[11].

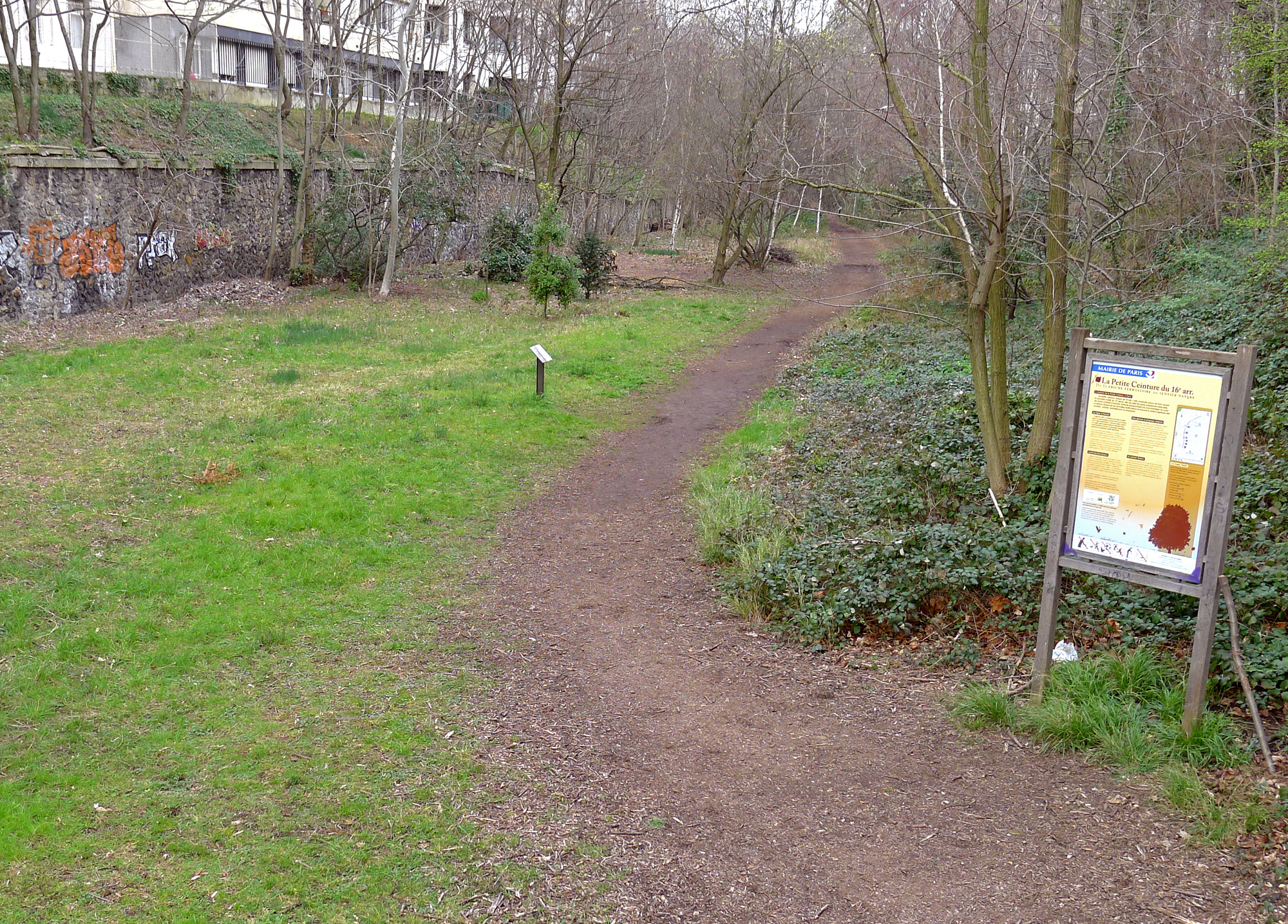
Entrée sud du jardin à proximité de la porte d'Auteuil.
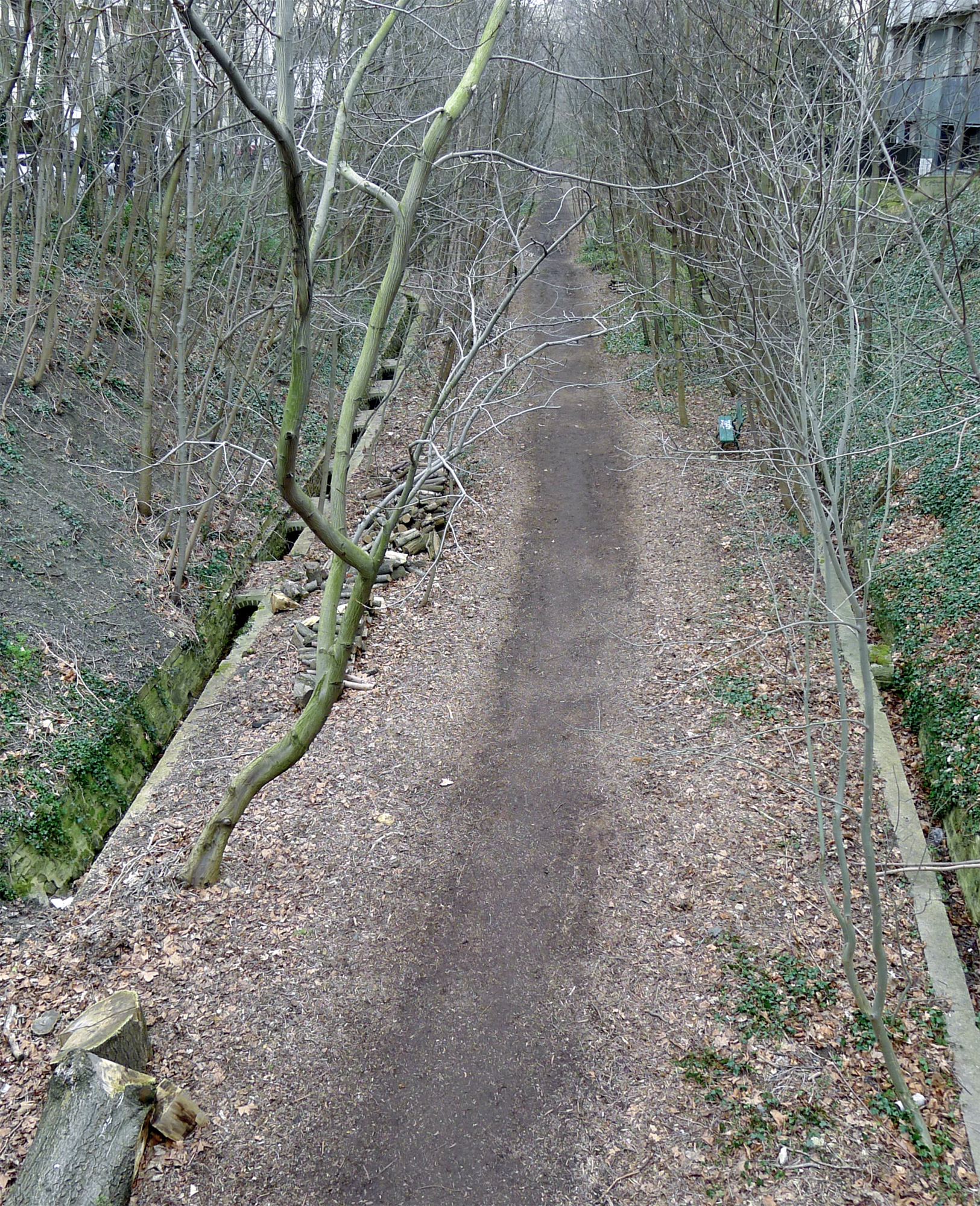
Vue du jardin en contrebas du pont de la rue Raffet.

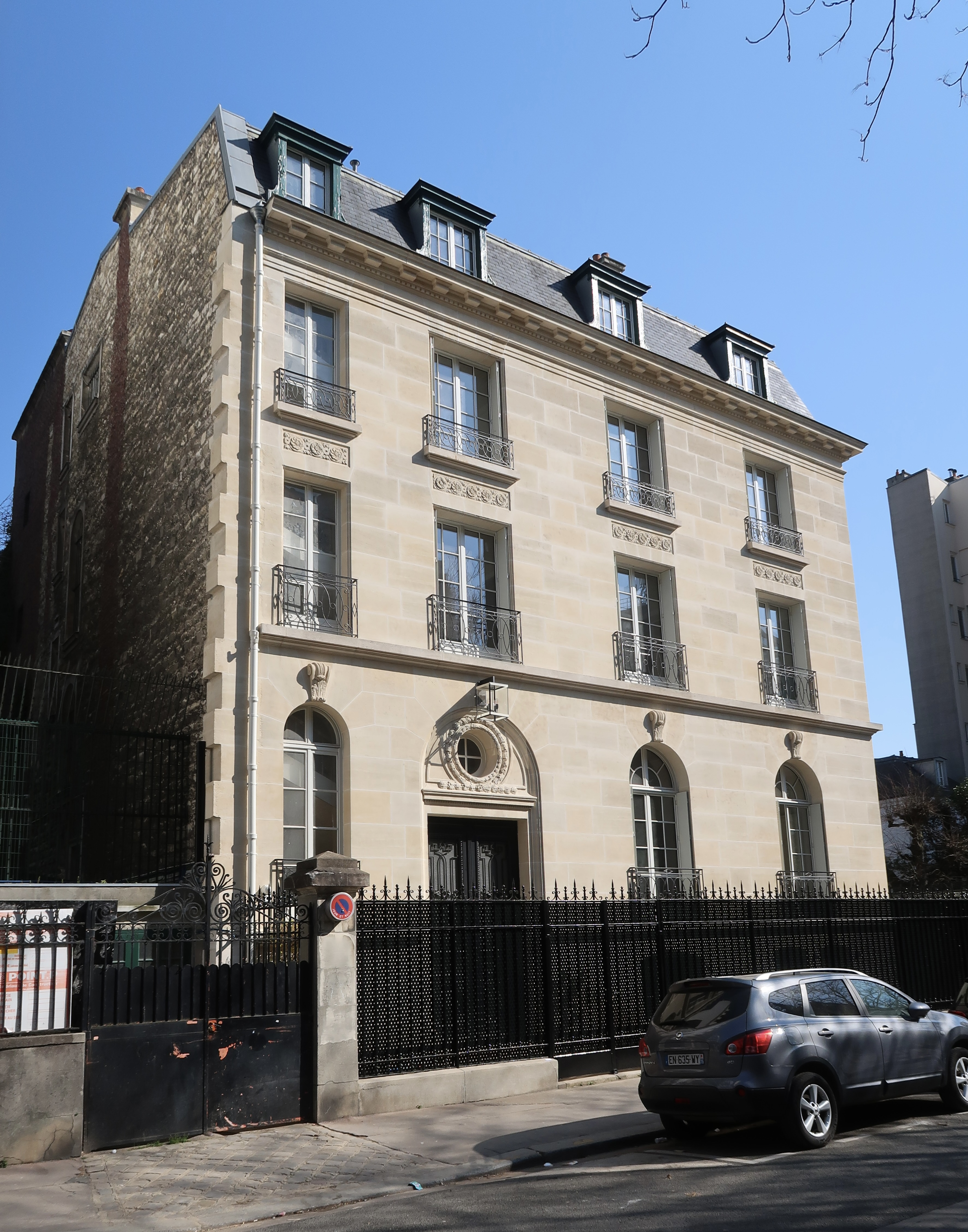
No 51.
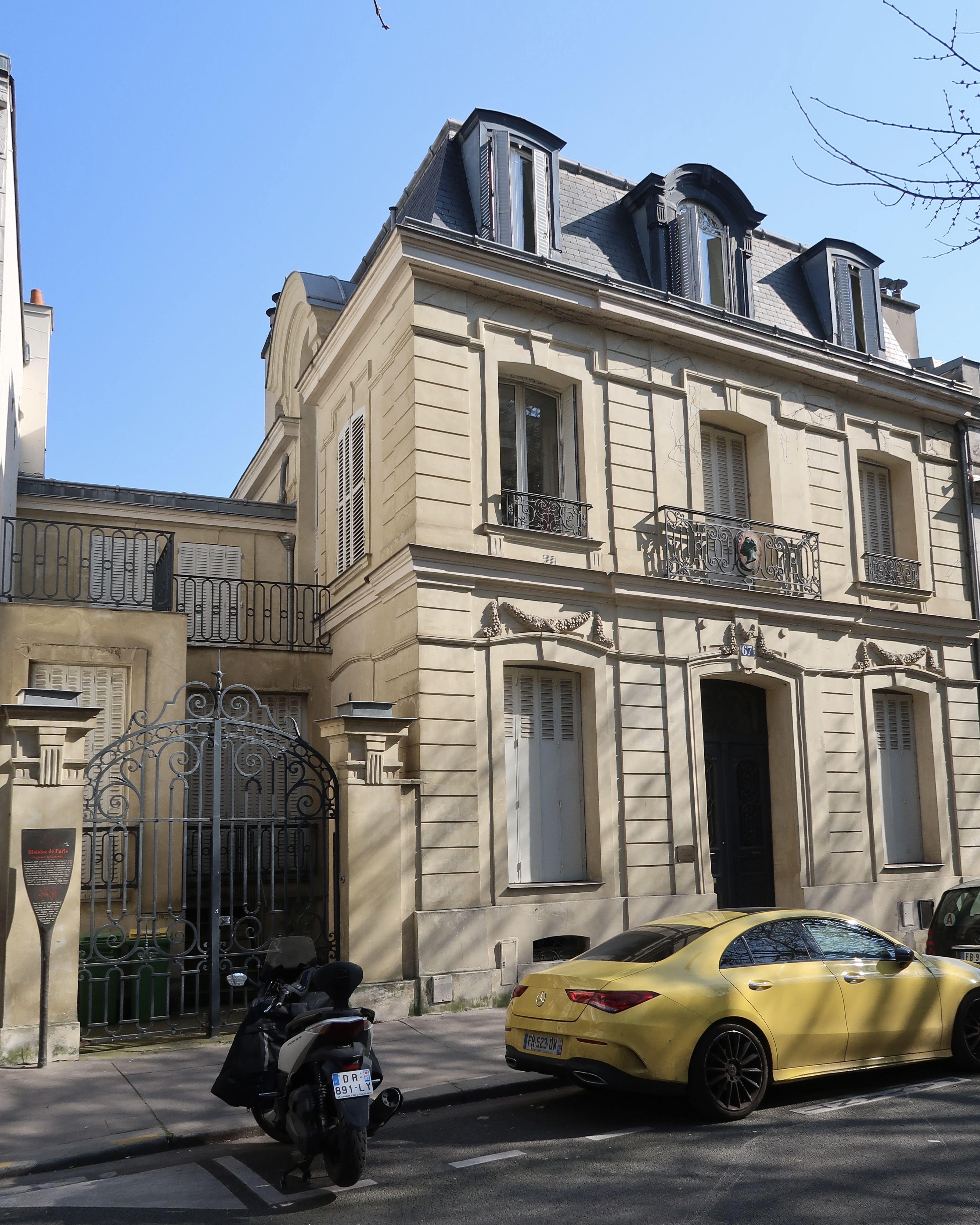
Grenier des Goncourt.
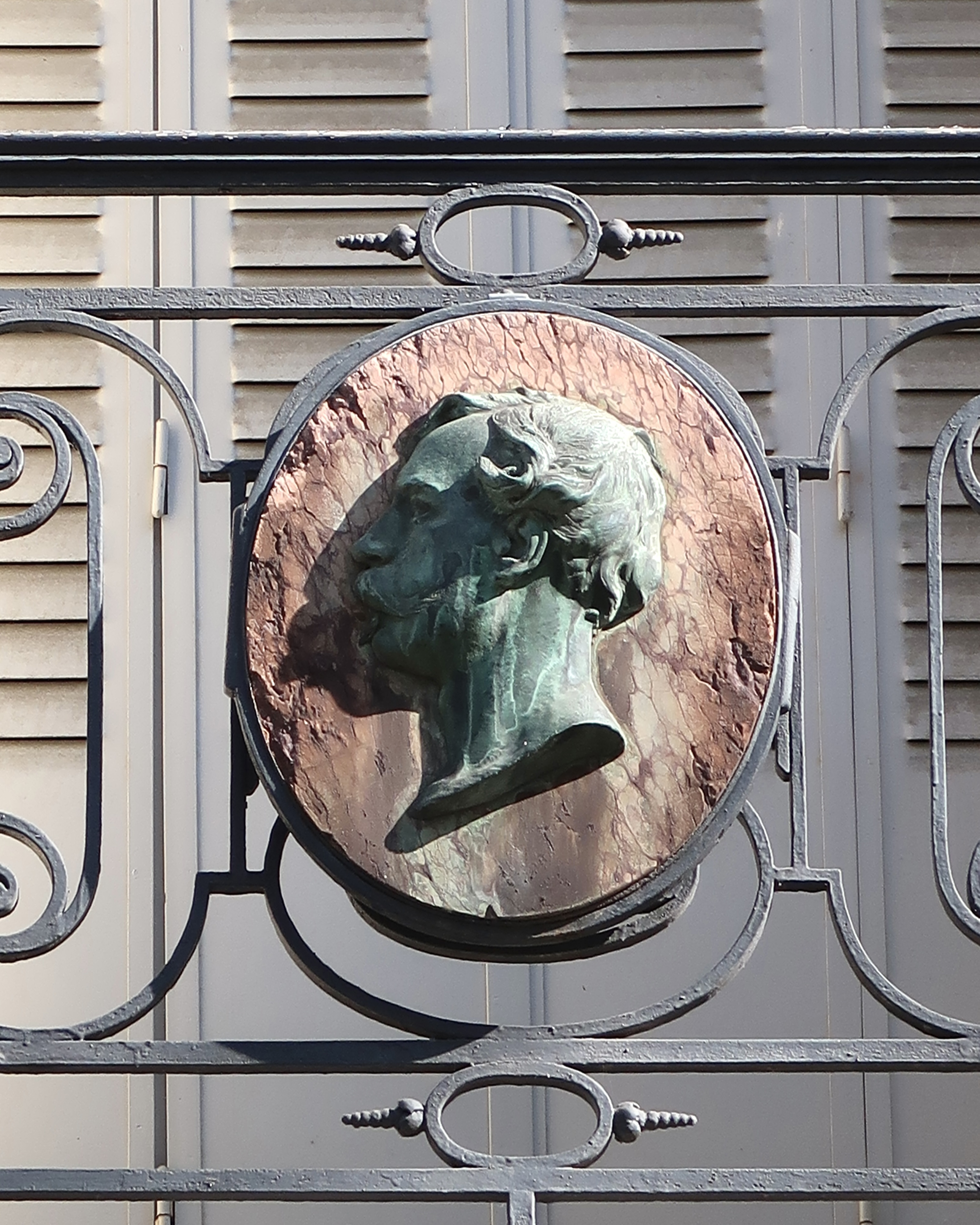
Relief sur la façade.
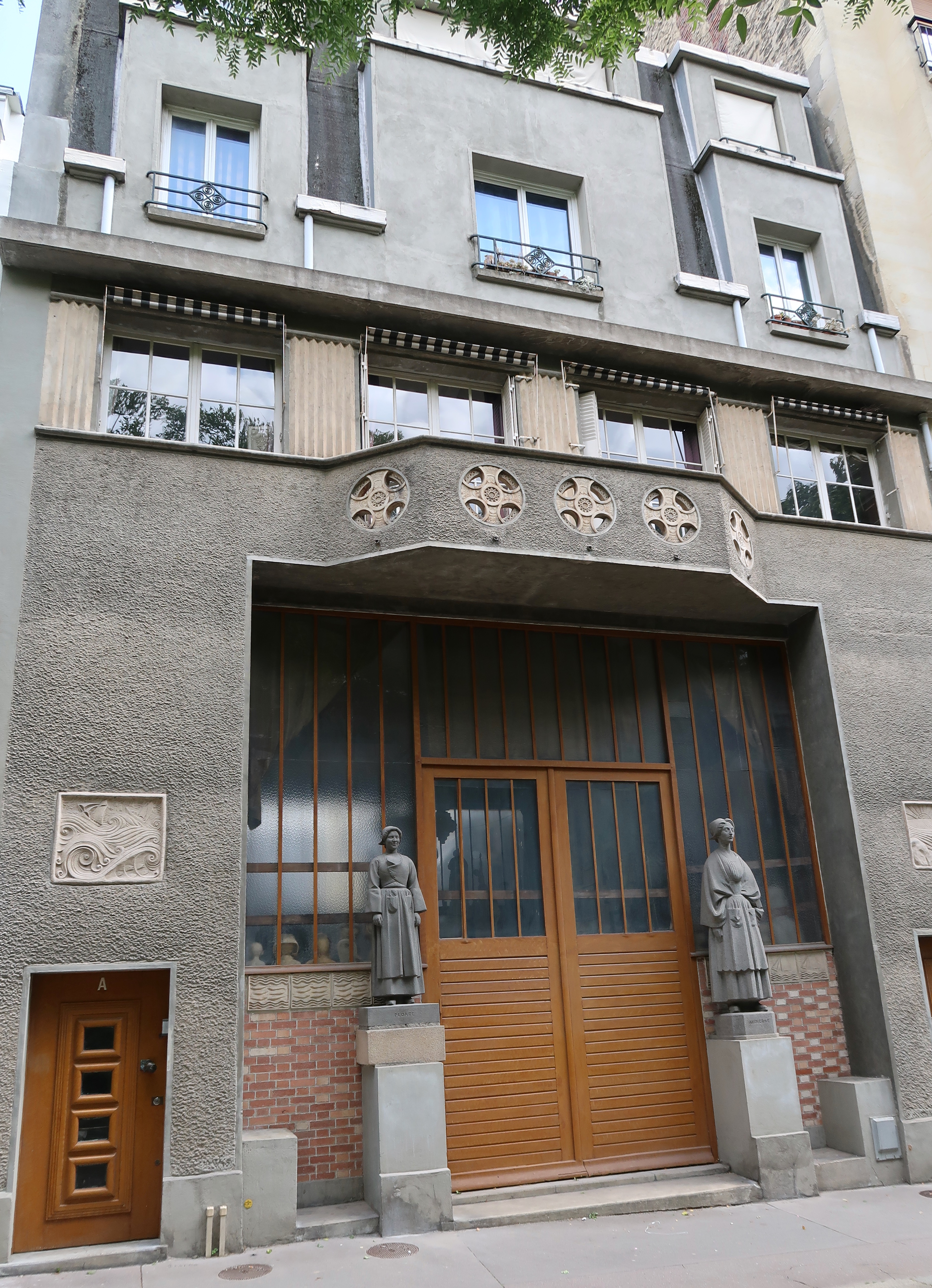
Maison aux statues.
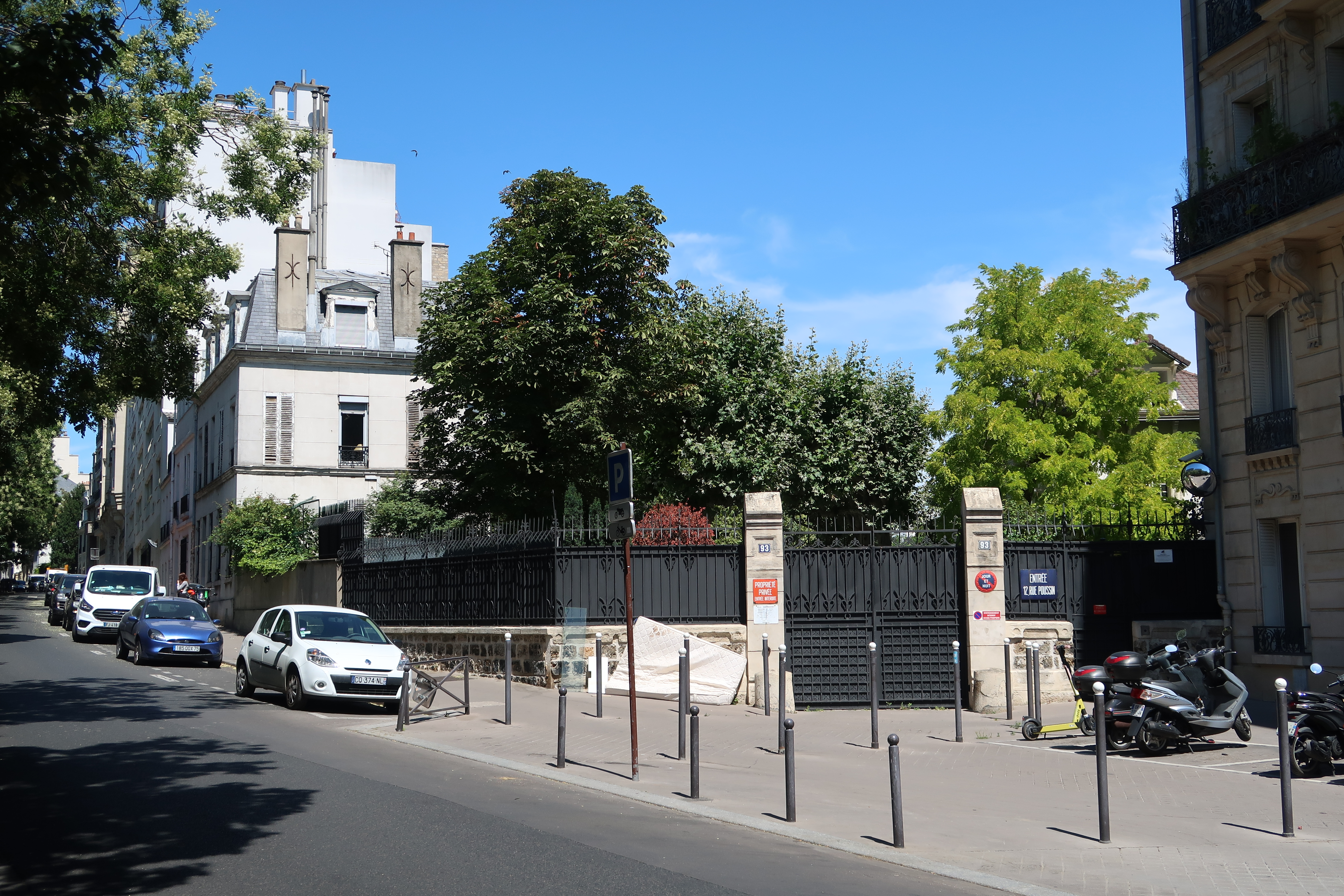
No 93.